# Luke Pearson
Luke Pearson (Stockton-on-Tees, 12 oktober 1987) is een Britse illustrator, cartoonist en schrijver van stripboeken. Hij is vooral bekend van de stripreeks Hilda en de gelijknamige Netflixserie, die gebaseerd is op de strips. Verder heeft hij storyboards gemaakt voor afleveringen van het vijfde en zevende seizoen van de Cartoon Network-serie Tijd voor Avontuur.
Pearsons debuut Hildafolk werd in 2010 gepubliceerd door Nobrow Press tijdens zijn laatste jaar op de universiteit.